# Kari Hotakainen
Kari Hotakainen (né le 9 janvier 1957 à Pori, Finlande) est un journaliste, écrivain et scénariste finlandais. 

## Biographie
Il est le fils de Keijo Hotakainen, commerçant et photographe et de Meeri Ala-Kuusisto, vendeuse. 
Il obtient son baccalauréat au lycée de Rautalampi en 1976. 
Il étudie la littérature finlandaise à l'université d'Helsinki où il obtient un baccalauréat en arts. 
Il commence sa carrière comme journaliste à Pori.
Il est journaliste pour STT de 1981 à 1985, rédacteur publicitaire de 1985 à 1986 et publicitaire pour WSOY de 1986 à 1995.
Il écrit aussi pour Helsingin Sanomat et travaille comme rédacteur en chef pour Savon Sanomat. 
En 1986, il s'installe à Helsinki avec sa femme Tarja Laaksonen, épousée en 1983 et leurs deux enfants. 
Depuis 1995, Hotakainen est écrivain indépendant.
Sa carrière d'auteur commence, au début des années 1980, par de la poésie.
Son premier recueil Harmittavat takaiskut (Revers de fortune) est publié en 1982.
Après la poésie, Hotakainen écrit des livres pour enfants et adolescents, puis des romans pour adultes.
Ses talents d'écrivain sont reconnus lors de sa nomination au prix Finlandia en 1997 pour son œuvre semi-autobiographique intitulée Klassikko (Le Classique).
En 2002, il reçoit le prix Finlandia pour son livre intitulé Juoksuhaudantie (Rue de la tranchée), publié la même année.
Ce livre est par la suite adapté au cinéma, sous ce nom.
En 2004, il reçoit le grand prix de littérature du Conseil nordique pour le même livre.
En 2006, il a reçoit le Nordic Drama Award pour sa pièce Lupus erythematosus.
En 2007 paraît une de ses œuvres formellement les plus originales, Finnhits, recueil de textes très brefs, sortes de nouvelles-instants mettant en scène des personnages de Finlandais typiques.
Le titre est tiré d'une série de compilations consacrées à la variété finlandaise, et plusieurs des textes traitent justement de l'importance de la culture populaire dans le quotidien des personnages.
En 2010, son roman Ihmisen osa remporte le prix Runeberg.
Il est adapté au théâtre la même année par la metteuse en scène Raila Leppäkoski.
(La part de l'homme), la traduction en français de ce roman, reçoit en 2011 le prix du Courrier international, et est l'ouvrage « coup de cœur » du Prix littéraire des jeunes Européens 2012.
En 2018, il écrit une biographie de Kimi Räikkönen, qui s'est vendue à 190 000 exemplaires devenant le livre le plus vendu de l'année.
Le personnage principal de son roman Helmi, publié en 2024, est un homme âgé souffrant de pertes de mémoire
Il a aussi écrit des pièces de théâtre pour enfants, des séries radiodiffusées, des chroniques dans plusieurs journaux. Il s'illustre comme scénario d'une série télévisée en dix épisodes Tummien vesien tulkit réalisée par Mikko Mattila qui remporte le prix Venla de la meilleure réalisation en 2003.

## Œuvre

### Ouvrages traduits en français
- Rue de la tranchée [« Juoksuhaudantie »] (trad. du finnois par Anne Colin Du Terail), Paris, Jean-Claude Lattès, 2007, 345 p. (ISBN 978-2-264-04387-0)
- La part de l'homme [« Ihmisen osa »] (trad. du finnois par Anne Colin Du Terail), Paris, 10-18, 2011, 283 p. (ISBN 978-2-264-05595-8) - prix du Courrier international 2011

### Romans
- (fi) Buster Keaton. Elämä ja teot, Porvoo, Helsinki, Juva, WSOY, 1991 (ISBN 951-0-17446-7)
- (fi) Bronks, Porvoo, Helsinki, Juva, WSOY, 1993 (ISBN 951-0-18924-3)
- (fi) Syntisäkki, Porvoo, Helsinki, Juva, WSOY, 1995 (ISBN 951-0-20495-1)
- (fi) Pariskunta, pukki ja pieni mies, Helsinki, Erweko, 1997
- (fi) Klassikko. Omaelämäkerrallinen romaani autoilevasta ja avoimesta kansasta, Porvoo, Helsinki, Juva, WSOY, 1997, 411 p. (ISBN 951-0-22223-2)
- (fi) Sydänkohtauksia, eli, kuinka tehtiin Kummisetä, Porvoo, Helsinki, Juva, WSOY, 1999, 390 p. (ISBN 951-0-23878-3)
- (fi) Juoksuhaudantie : romaani, Helsinki, WSOY, 2002, 334 p. (ISBN 951-0-27315-5)
- (fi) Iisakin kirkko, Helsinki, WSOY, 2004 (ISBN 951-0-29643-0)
- (fi) Huolimattomat, Helsinki, WSOY, 2006 (ISBN 951-0-32302-0)
- (fi) Finnhits, Helsinki, WSOY, 2007 (ISBN 978-951-0-33317-4)
- (fi) Ihmisen osa, Helsinki, Siltala, 2009 (ISBN 978-952-234-021-4)
- (fi) Jumalan sana, Helsinki, Siltala, 2011 (ISBN 978-952-234-073-3)
- (fi) Luonnon laki, Helsinki, Siltala, 2013[10]
- (fi) Kantaja, Helsinki, Kirjakauppaliitto, 2014 (ISBN 978-952-67705-3-6)
- (fi) Henkireikä, Helsinki, Siltala, 2015 (ISBN 978-952-234-316-1)
- (fi) Tarina, Helsinki, Siltala, 2020 (ISBN 978-952-234-724-4)
- (fi) Opetuslapsi, Helsinki, Siltala, 2022 (ISBN 978-952-388-060-3)
- Helmi, Siltala, 2024[11]

### Poésie
- (fi) Harmittavat takaiskut, Porvoo, Helsinki, Juva, WSOY, 1982 (ISBN 951-0-10960-6)
- (fi) Kuka pelkää mustaa miestä : runoja, Porvoo, Helsinki, Juva, WSOY, 1985, 68 p. (ISBN 951-0-13233-0)
- (fi) Hot, Porvoo, Helsinki, Juva, WSOY, 1987 (ISBN 951-0-14419-3)
- (fi) Runokirja, Porvoo, Helsinki, Juva, WSOY, 1988 (ISBN 951-0-15320-6)
- (fi) Kalikkakasa. Valitut runot 1982–1988, Helsinki, WSOY, 2000, 113 p. (ISBN 951-0-24924-6)

### Livres pour enfants et adolescents
- (fi) Lastenkirja, Porvoo, Helsinki, Juva, WSOY, 1990 (ISBN 951-0-16389-9)
- (fi) Ritva, Porvoo, Helsinki, Juva, WSOY, 1997 (ISBN 951-0-21638-0)
- (fi) Näytän hyvältä ilman paitaa, Helsinki, WSOY, 2000 (ISBN 951-0-24857-6)
- (fi) Satukirja, Helsinki, WSOY, 2004 (ISBN 951-0-29447-0)

### Séries radiodiffusées
- Puutteellinen, Radioteatteri (1996)
- Hurmaus, Radioteatteri (1997)
- Keihäänheittäjä, Radioteatteri (1997)
- Tulisuihku, Radioteatteri (1999)
- Sitten kun kaikki on ohi, Radioteatteri (2000)

### Pièces de théâtre
- Il y a un bon endroit à Huka (Hukassa on hyvä paikka), pièce musicale, Théâtre municipal d'Helsinki (1999)[12]
- Crises cardiaques (Sydänkohtauksia), Théâtre des travailleurs de Tampere (2002), Théâtre municipal de Kuopio (2003)
- Renard roux (Punahukka), KOM-teatteri (fi) (2005), théâtre municipal de Joensuu (2007), théâtre de Riihimäki (fi) (2009)
- Qui est qui ? (Kuka kukin on), Théâtre national de Finlande (2009)
- La part de l'homme (Ihmisen osa), Théâtre municipal d'Helsinki (2011)

### Série TV
- 2002 : Tummien vesien tulkit de Mikko Mattila

## Prix
- Prix Kalevi-Jäntti pour Runokirja, 1989
- Prix Savonia, 1993
- Médaille Kiitos kirjasta, 1998
- Prix Topelius, 2000
- Prix Finlandia, 2002
- Prix Nuori Aleksis, 2010
- Prix Runeberg pour Ihmisen osa, 2010
- Prix Nuori Aleksis pour Ihmisen osa, 2010
- Médaille Pro Finlandia, 2013

## Sources
- Kari Hotakainen, Iisakin kirkko, WSOY, Juva, 2004
- Ismo Loivamaa, Kotimaisia nykykertojia 1-2, BTJ Kirjastopalvelu, Helsinki, 2003
- « Kari Hotakainen » [archive du 28 décembre 2002], uudetkirjat.fi (consulté le 24 novembre 2011)
- « YLE TV1   Kotikatsomo: Moska » (consulté le 22 janvier 2012)
- « Hotakainen, Kari », Bibliothèque de Kuopio (consulté le 22 janvier 2012)